# La corsa pazza di sorella sprint
La corsa pazza di sorella sprint (Suor Citroen) è un film del 1967 diretto da Pedro Lazaga.

## Trama
Suor Tomasa è una religiosa devota ma turbolenta, che spesso antepone le proprie convinzioni alle regole della vita cui si è dedicata. A dispetto del suo abito mantiene la vivacità e l'assoluta mancanza di inibizioni proprie del suo carattere. Tra le sue fissazioni c'è quella di dotare la comunità in cui vive di un'automobile e solo dopo numerose insistenze con la madre superiora, oltre che una lunga serie di esami di guida cui è stata bocciata, riesce a coronare il suo sogno. Ottenuta l'agognata patente, tuttavia, le sue uscite alla guida della nuova Citroën 2CV sono disastrose a causa di una guida oltremodo disinvolta e imprudente, e danni e litigi non si contano. L'automobile rivela tuttavia la sua utilità quando Maria Luisa, una bambina ospite dell'orfanotrofio femminile gestito dalla comunità, si sente male e deve essere trasportata d'urgenza in ospedale, dove viene operata e si salva. Viene altresì utilizzata con profitto quando Fernando, il fratello della bambina, scappa dall'orfanotrofio maschile dove si trova per ricongiungersi alla sorella. Suor Tomasa, dopo averlo cercato per ore in tutta la città, fa prevalere le sue personali convinzioni e non vuole separarli nuovamente. A tale scopo li porta da suo padre, casellante in uno sperduto passaggio a livello di campagna. Per quanto abbia compreso il suo gesto, la madre superiora non può fare a meno di riprenderla severamente, ed eseguire la disposizione data dalla madre provinciale, che ne dispone il trasferimento ad altra comunità.